# Lou Viro-Soulèu
Lou Viro-Soulèu (Le Tournesol en occitan), créé en 1889 et disparu en 1914, est la revue de la Société des félibres de Paris.

## Historique
Revue de la Société des félibres de Paris, Lou Viro-Soulèu, dont le titre occitan signifie Le Tournesol, est créé en janvier 1889 avec une présentation de Charles Maurras. Il est publié mensuellement jusqu'en 1905, reparaît irrégulièrement entre 1910 et 1912 et enfin en avril 1914 pour la dernière fois.
La publication est bilingue avec une prééminence de l'occitan sous la direction de Charles Mauras puis de Baptiste Bonnet entre 1889 et 1893. En 1894, Louis Roux-Servine devient rédacteur en chef, le français est dès lors largement prédominant.
La revue publie une chronique, Viro-souleiado, des textes littéraires, les comptes-rendus des Jeux floraux et ceux des fêtes félibréennes des différentes cigales[évasif]. Chaque année paraît en outre l'annuaire des membres de la [Société des félibres de Paris.
Pour Georges Bonifassi, elle constitue « le témoignage de la vitalité et même de la puissance du Félibrige parisien ».

## Collaborateurs
Lorsqu'Henri Oddo y fait paraître en 1897 son essai De l'Utilité des idiomes du Midi pour l'enseignement de la langue française, Frédéric Mistral le tance vertement dans L'Aiòli, sous la signature de Gui de Mount-Pavoun, fustigeant les « cireurs de bottes » : « […] se lou prouvençau noun devié dins lis escolo servi qu'à cira li boto de soun desdegnous rivau, autant vau que lou laisson, coume a fa jusquo eici, viéure pèr orto e pèr campestre. »,.
Alfred Bonnefoy-Debaïs, membre associé de la Société des félibres de Paris, y fait ses débuts littéraires : une dizaine de ses textes sont publiés dans Lou Viro-soulèu de 1891 à 1902.

## Publications
- Lou Viro-soulèu : flourissènt toute li mes souto l'aflat di Felibre de Paris, Paris, Société des félibres de Paris, 1889-1914 (ISSN 2546-6852, BNF 34386407, lire en ligne)